# Mère (Sorolla)
Cet article possède des homonymes et des paronymes, voir Mere (homonymie).
Mère (également Maternité) (Titre original en espagnol, Madre :  mère) est une huile sur toile du peintre espagnol Joaquín Sorolla y Bastida commencée en 1895 et achevée en 1900. Ses dimensions sont de 125 × 169 cm. Le tableau est exposé au Musée Sorolla de Madrid.

## Analyse de l'œuvre
Cette peinture est une des plus belles et mystérieuses du peintre. Le peintre représente une scène intime avec l'épouse de l'artiste, Clotilde et sa fille Elena, troisième enfant du couple, nouvellement née. Elles sont couchées et presque totalement cachées par une grande couverture.

« Inconsciemment, en regardant ce tableau, on a envie de ne plus rien dire et de s’approcher avec précaution. Tout est blanc dans cette peinture : le linge de lit comme les murs de la chambre... [...] la palette claire dégage une impression de grand calme et d'harmonie. »

— musée des impressionnismes de Giverny
Si le tableau semble avoir été commencé durant les 40 jours que durait la période précédant la cérémonie des relevailles pour les accouchées, le tableau a été terminé bien plus tard. Les photographies d'époque indiquent que dans les premières versions, la mère regardait le spectateur. Dans la version finale, elle est tournée vers le nouveau-né.
La toile est considérée comme un « chef d’œuvre absolu » ; le musée des impressionnismes de Giverny rapporte des critiques d'époque : « Composition d'une profonde gravité et d'une interprétation artistique magistrale » ; « l'un de ces tableaux en mesure d'apporter une gloire durable à un artiste et d'inscrire son nom au rang des plus grands maîtres ».

### Sources
- Musée des impressionnismes, Dossier pédagogique de l'exposition Sorolla : Sorolla, un peintre espagnol à Paris, Giverny (lire en ligne)